# MDN Web Docs

Logotipo da MDN Web Docs

MDN Web Docs, previamente Mozilla Developer Network e anteriormente Mozilla Developer Center, é o website oficial de Mozilla para desenvolvimento de padrões web e projetos de Mozilla.

## Características
MDN Web Docs é uma fonte de documentação para desenvolvedores, mantida com o apoio de uma comunidade de desenvolvedores e escritores técnicos e hospedando muitos documentos sobre uma grande variedade de assuntos como: HTML5, JavaScript, CSS, Web APIs, Node.js, WebExtensions e MathML. Para desenvolvedores móveis a MDN provê conteúdos como construção de aplicativos móveis com HTML5, construção de um add-on móvel e apps com reconhecimento de local.

## História
O projeto (inicialmente chamado Mozilla Developer Center) foi iniciado em 2005, e inicialmente liderado pela funcionária da Mozilla Corporation Deb Richardson em 2005. Os esforços de documentação têm sido liderados por Eric Shepherd desde 2006.
O conteúdo inicial para o website foi provido pelo site DevEdge, o qual a Mozilla Foundation recebeu licenciamento da AOL. Atualmente o site contém uma mistura de conteúdo migrado do DevEdge e mozilla.org, assim como conteúdo original e mais atualizado. Documentações também foram migradas a partir do site XULPlanet.com.
MDN possui um forum de discussão e um canal de IRC #mdn na rede de IRC da Mozilla. MDN recebe financiada da Mozilla Corporation com servidores e funcionários.
Com o lançamento de 3 de outubro de 2016, Brave apresenta Mozilla Developer Network como uma de suas opções de motor de busca padrão.
Em 2017, MDN Web Docs tornou-se a documentação unificada de tecnologia web para Google, Samsung, Microsoft e Mozilla. Microsoft começou a redirecionar páginas desde MSDN para MDN.
Em 2019 Mozilla começou um Beta de uma reescrita do site de MDN Web Docs para leitores em React (em vez de jQuery). Contribuidores podem editar os conteúdos do site ao utilizar o editor antigo, que é ainda suportado.